# ボツワナ民主党
ボツワナ民主党（ボツワナみんしゅとう、英語: Botswana Democratic Party, BDP）は、ボツワナ共和国の政党。イデオロギーは保守主義。党首はモクウィツィ・マシシ。2019年10月23日の総選挙では52.8%の得票率で、国民議会の65議席中38議席を得た。1966年の独立以来、2024年に下野するまでボツワナの政権を握り続けた。2014年、社会主義インターナショナルの諮問政党となった。
ボツワナ民主党は1966年、セレツェ・カーマやクェット・マシーレらの手により、ベチュアナランド民主党として結党した。独立前の選挙で31議席中28議席を得て圧勝し、以後独立してからも政権を維持してきた。
ボツワナ民主党の支持基盤は地方の保守的なツワナ人である。これは、初代党首のセレツェ・カーマがボツワナ最大氏族・ングワトの王位継承権を持っていたこと、経済政策に成功し政治に安定をもたらしてきたことなどが原因である。ボツワナ民主党は外交的には親米・親西欧の資本主義寄りであり、欧米資本と協力して国内開発を進めてきた。同党は非常に安定した政治を行い（建国以来、ボツワナではクーデターや内戦、独裁政権の成立などは一度も起こっていない）、また議会内で圧倒的な勢力を持つにもかかわらず民主主義を堅持し、ボツワナの高度経済成長の一翼を担った。
長期政権批判により、1994年に議会の3分の2を結党以来初めて割り込んだものの、その後再び3分の2を回復した。
2010年7月にBotsalo Ntuaneはじめ4人の所属国会議員が離党し、新党ボツワナ民主運動を結成した。
2024年の経済成長率が1％にとどまるなど経済失政に対する不満が高まり、同年10月30日の総選挙では公選の61議席中わずか4議席にとどまり議会内第4勢力に後退。1966年の独立以来守り抜いてきた政権の座を明け渡した。